# Умму Кулсум-бике
Умму Кулсум-бике — правительница Гази-Кумуха, жена Аслан-хана.

## Правление
В 1838 году правителем Гази-Кумуха была избрана Умму Кулсум-бике. В 1839 году Шамиль укрепился на горе Ахульго и вёл бои с русскими. Старая ханша почти два года сидела взаперти с преданными людьми и не подпускала к себе никого. Представители Газикумухского духовенства явились к Умму Кулсум-бике и от имени народа просили её взяться за государственные дела, предлагая ей в помощники Махмуд-бека, племянника Аслан-хана, на что ханша дала согласие.